# Lancia 2000
Der Lancia 2000 ist ein Fahrzeug der oberen Mittelklasse, das von Spätherbst 1970 bis Ende 1974 produziert wurde. Lancia gehörte nach der Übernahme im Jahr 1969 zum Zeitpunkt des Produktionsbeginns zu Fiat.
Der Lancia 2000 basierte auf dem seit Herbst 1960 gebauten Lancia Flavia. Hier wurde mit einem Unterschied (und entsprechend der Bezeichnung) nur noch der 2,0-Liter-Motor als Vergaser (115 PS) und Einspritzer (125 PS) angeboten.

## Limousine (Berlina)
Mit dem Design der 2000 Limousine wurde die Linie des Flavia ab November 1970 fortgesetzt und betonte mit seinem Kühlergrill die Lancia-Tradition seit der Aurelia. Es entstand in der Lancia Stylingabteilung unter Leitung von Pietro Castagnero, der auch die Fulvia entwarf. Das Interieur war luxuriös mit Veloursstoffen und Holzeinlagen im Armaturenbrett.
Ein serienmäßiger, horizontal verschiebbarer Vorhang im Heck symbolisierte Diskretion, eine Klimaanlage war optional erhältlich. Der 2000 hatte jetzt serienmäßig eine Servolenkung und den 2,0-Liter-Motor. Das Fahrzeug wurde an den Vorderrädern angetrieben.
Die Qualität der Verarbeitung und die Ausarbeitung vieler Details entsprach noch ebenso dem Lancia-Standard wie das Fahrwerk. Der Lancia-typische Boxermotor mit zwei zentralen Nockenwellen galt als langlebig und damit waren Laufleistungen über 300.000 km normal.
Ab Frühjahr 1972 wurde der Vergaser durch eine D-Jetronic von Bosch ersetzt und leistete 125 PS. Trotz ihrer nominell geringen Motorleistung bot die Limousine gute Fahrleistungen, nicht zuletzt wegen der eingesetzten Getriebeübersetzung.
Die Limousinen waren bei einem Radstand von 2650 mm 4620 mm lang, 1610 mm breit und 1440 mm hoch und wogen 1230 kg.
Vom 2000 wurden 14.500 Exemplare hergestellt, von denen 5.500 mit der Bosch-D-Jetronic ausgerüstet waren.

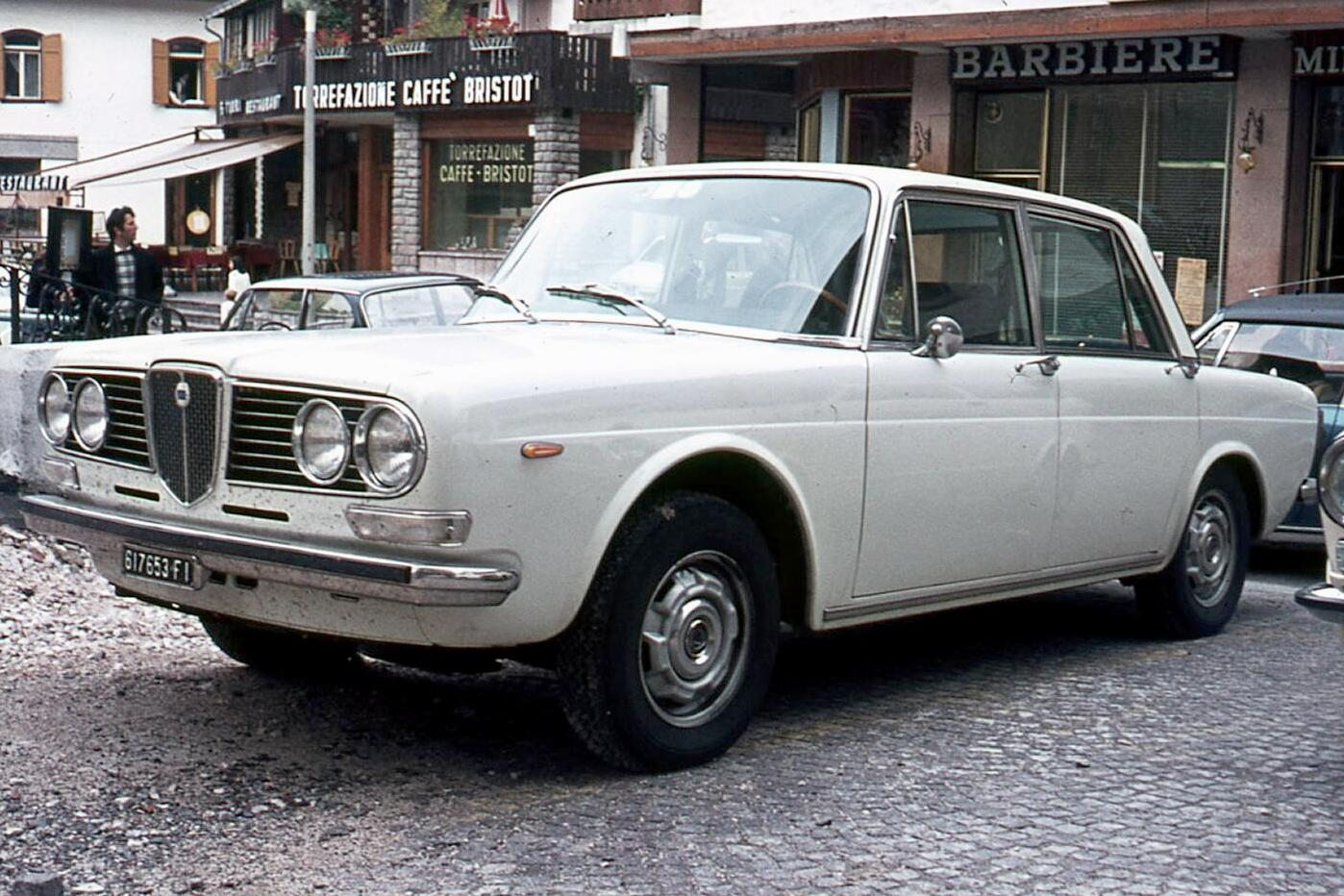
Lancia 2000 Berlina (1970–1974)
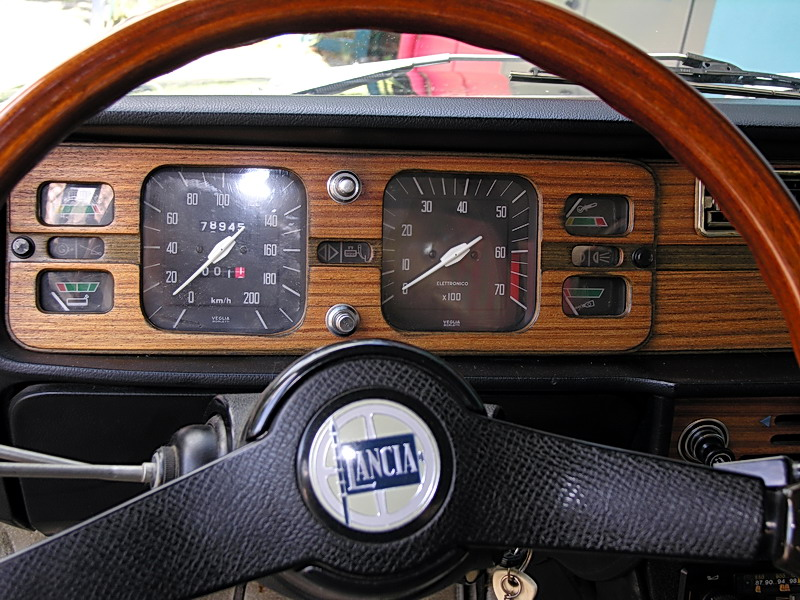
Armaturen

## Coupé
Das Lancia 2000 Coupé wurde von Pininfarina entworfen und im April 1971 vorgestellt. Gegenüber dem Flavia Coupé wurden die Front, das Heck und der Innenraum geändert. Besonders markant war der Heckabschluss im sogenannten Schwalbenschwanzdesign, das später auch das Coupé des Lancia Gamma auszeichnete. Der Motor hatte erst einen Vergaser, dann eine mechanische Einspritzanlage von Kugelfischer.
Im Frühjahr 1972 stellte Lancia in Genf eine HF-Version des Coupés vor mit den Instrumenten des Ferrari Daytona, einem Motor mit der Bosch-D-Jetronic und Super-Duplex-Bremsen von Girling/Lucas.
Das nur in 1200 Exemplaren gefertigte 2000 Coupé HF gilt heute unter Markenkennern als eines der schönsten und am besten verarbeiteten Modelle von Lancia.

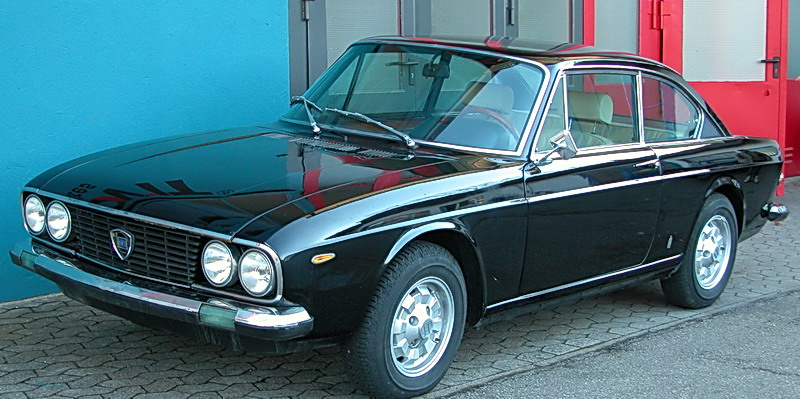
Lancia 2000 Coupé HF (1972–1974)
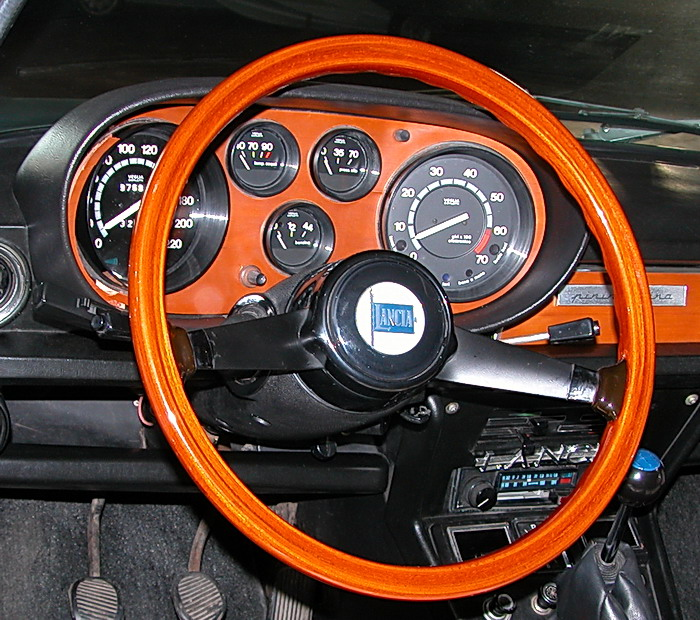
Armaturen

Die Coupés waren bei einem Radstand von 2480 mm 4555 mm lang, 1605 mm breit und 1340 mm hoch und wogen 1150 kg.
Im Dezember 1974 stellte Lancia die Produktion der 2000er-Reihe ein. Im März 1976 wurde das Nachfolgemodell Gamma präsentiert.